# Нестерово (Каблуковське сільське поселення)
Нестерово (рос. Нестерово) — присілок в Калінінському районі Тверської області Російської Федерації.
Населення становить 20 осіб. Входить до складу муніципального утворення Каблуковське сільське поселення.

## Історія
Від 2005 року входить до складу муніципального утворення Каблуковське сільське поселення.

## Населення
| 1859 | 1887 | 1897 | 2002 | 2010 |
| ---- | ---- | ---- | ---- | ---- |
| 483  | ↗627 | ↘534 | ↘36  | ↘20  |